# 賈覧
賈 覧（か らん、生没年不詳）は、新末後漢初の武将。当時の群雄の一人である盧芳の配下。

## 事跡
| 姓名           | 賈覧            |
| 時代           | 新代 - 後漢時代 |
| 生没年         | 〔不詳〕        |
| 字・別号       | 〔不詳〕        |
| 本貫・出身地等 | 〔不詳〕        |
| 職官           | 〔不詳〕        |
| 爵位・号等     | 〔不詳〕        |
| 陣営・所属等   | 盧芳            |
| 家族・一族     | 〔不詳〕        |

建武6年（30年）、劉秀（光武帝）配下の代郡太守劉興が高柳へ進軍してくる。賈覧は匈奴の騎兵（「胡騎」）をもって迎撃し、劉興を討ち取った。続いて、匈奴の薁鞬日逐王とともに馮異と対戦したが、これには敗北を喫している。
建武9年（33年）夏、大司馬呉漢らが5万人余りの軍勢で高柳に攻め寄せてくる。賈覧とその同僚の閔堪は、匈奴の騎兵に支援されるなどして優勢に戦いを進めた。同年秋、驃騎大将軍杜茂が繁畤に駐屯していた盧芳配下の尹由を攻撃する。賈覧は匈奴騎兵1万人余りを率いて尹由を救援し、杜茂を撃ち破った。しかし翌年、再び呉漢らが6万人の軍勢で高柳に攻め寄せ、賈覧はやはり匈奴騎兵数千人の救援を受けたが、平城で敗北を喫した。
建武12年（36年）、賈覧は盧芳に従って雲中郡を攻撃したが、降すことはできなかった。そのため、同僚の随育が盧芳に劉秀への降伏を迫る。盧芳は万事休して匈奴の下へ逃れた。
これ以降、賈覧の消息は不明である。